# Quararibea lopezperaltae
Quararibea lopezperaltae är en malvaväxtart som beskrevs av Gallardo-hern. och Lorea-hern.. Quararibea lopezperaltae ingår i släktet Quararibea och familjen malvaväxter. Inga underarter finns listade i Catalogue of Life.